# Franciszek Krzysik
Franciszek Marian Krzysik (ur. 3 marca 1902 w Dolnej Wsi, zm. 26 grudnia 1980 w Warszawie) – polski inżynier leśnik, technolog drewna, profesor i od 1974 doktor honoris causa Szkoły Głównej Gospodarstwa Wiejskiego w Warszawie.

## Życiorys
Urodził się w rodzinie Franciszka, radcy wojewódzkiego we Lwowie, i Wincentyny Heleny z Falskich. Był młodszym bratem Stanisława (1895–1930), podpułkownika dyplomowanego piechoty Wojska Polskiego, i Zofii Orlicz (1898–1999), damy Orderu Virtuti Militari.
Studiował na Wydziale Lasowym Politechniki Lwowskiej, a po uzyskaniu w 1924 tytułu inżyniera leśnika, w 1928 uzyskał stypendium z Funduszu Kultury Narodowej i kontynuował naukę w Wiedniu, Sztokholmie i Helsinkach. W 1928 przedstawił pracę dotyczącą leśnictwa i uzyskał stopień doktora nauk, od 1934 był docentem habilitowanym Politechniki Lwowskiej w dziedzinie użytkowania i mechanicznej technologii drewna. W 1937 został powołany na profesora nadzwyczajnego Szkoły Głównej Gospodarstwa Wiejskiego w Warszawie (SGGW), gdzie stworzył Oddział Technologii Drewna. 
Po wybuchu II wojny światowej powrócił do Lwowa i wykładał leśnictwo na powołanym przez władze radzieckie Instytucie Politechnicznym. Po wkroczeniu Niemców został nadleśniczym w Brodach. 
W 1944 objął stanowisko dyrektora Lasów Państwowych w Rzeszowie, a także stanął na czele Instytutu Badawczego Leśnictwa z siedzibą w Lublinie. W marcu 1945 ponownie zamieszkał w Warszawie, został profesorem zwyczajnym SGGW. W 1949 został przewodniczącym Zarządu Głównego Polskiego Towarzystwa Leśnego i pełnił tę funkcję do śmierci w 1980 (w 1957 został Członkiem Honorowym PTL), równocześnie od 1964 przez cztery lata był prezesem Zarządu Głównego Ligi Ochrony Przyrody. Od 1958 do 1972 pełnił funkcję sekretarza naukowego Wydziału V Polskiej Akademii Nauk, dzięki jego działaniom w 1968 Rada Ministrów uznała Ligę Ochrony Przyrody za Stowarzyszenie Wyższej Użyteczności. XI Krajowy Zjazd Delegatów Ligi nadał prof. Franciszkowi Krzysikowi godność Członka Honorowego Stowarzyszenia, w tym samym roku został członkiem International Academy of Wood Science. Laureat Nagrody Państwowej II stopnia. 
Zmarł w Warszawie, pochowany w Krynicy.

## Członkostwo
- Członek zwyczajny Towarzystwa Naukowego Warszawskiego[5],
- Członek i wiceprzewodniczący Komitetu Technologii Drewna Polskiej Akademii Nauk.
- Członek Komitetu Nagród Państwowych.
- Członek Centralnej Komisji Kwalifikacyjnej Polskiej Akademii Nauk.
- Członek Państwowej Rady Leśnej.
- Członek Państwowej Rady Ochrony Przyrody.
- Członek Rady Naukowej Komitetu Nauki i Techniki.
- Członek Komisji Normalizacyjnej.
- Członek i przewodniczący Rady Naukowo-Technicznej przy Ministerstwie Leśnictwa i Przemysłu Drzewnego /1972-1977/.
- Przewodniczący Zarządu Głównego Polskiego Towarzystwa Leśnego.
- Członek i przewodniczący Zarządu Głównego Ligi Ochrony Przyrody.
- Członek Polskiego Towarzystwa Botanicznego.

## Ordery i odznaczenia
- Order Sztandaru Pracy I klasy (1967)
- Krzyż Komandorski Orderu Odrodzenia Polski (19 lipca 1958)[6]
- Krzyż Kawalerski Orderu Odrodzenia Polski (1948)
- Medal 10-lecia Polski Ludowej (19 stycznia 1955)[7]